# Pentarou
Pentarou (ペンタロウ, Pentarō) is een personage uit een computerspel ontwikkeld door Konami en verscheen voor het eerst in 1983 in het spel Antarctic Adventure. In de jaren tachtig van de twintigste eeuw was Pentarou de bedrijfsmascotte van Konami.
Hij had oorspronkelijk geen naam (vaak slechts aangeduid als "Pinguïn" (Engels: Penguin, Japans: ペンギン) maar werd later de hoofdrolspeler in meerdere andere computerspellen, waarna hij officieel werd omgedoopt tot "Pentarou". Tot dusver heeft Pentarou in drie speltitels de hoofdrol vertolkt, namelijk Antarctic Adventure, Penguin Adventure en Yume Penguin Monogatari (Engels: Penguin Dream story, Nederlands: Het verhaal van pinguïn's Droom).
Zijn naam is afgeleid van het Engelse woord voor pinguïn ("Penguin") en "Tarou", een veel voorkomende jongensnaam in Japanse volksvertellingen.

## Beroep
Oorspronkelijk oefende Pentarou geen beroep uit en doolde hij in Antarctic Adventure rond op het meest zuidelijke continent en stelde alles in het werk om huiswaarts te keren naar zijn familie met wie hij ieder contact had verloren.
In Penguin Adventure werd Pentarou belast met de taak om door het "Droom continent" te reizen op zoek naar de gouden appel die de ziekte van pinguïnprinses Penko Hime zou kunnen genezen.
Kort daarna had hij een gastoptreden als professioneel tafeltennisspeler in Ping Pong maar Pentarou heeft het grootste deel van zijn gastoptredens gemaakt in de spelreeks "Parodius" waarin hij een selecteerbaar personage was in elke verschenen titel maar met uitzondering van Sexy Parodius. In deze titel vertolkt hij namelijk de rol van werkgever bij het verhuurbedrijf waar alle Parodius-personages werkzaam zijn. Hij verricht de onderhandelingen en verdeelt de gegunde opdrachten over de andere personages. Hij werkt in een kantoorruimte achter een bureau, waarover hij nauwelijks heen kan kijken en constant gebruikmaakt van een schrijfmachine. Aangezien Pentarou in dit spel niet kan vechten huurt hij hiervoor Ivan en Toby in, twee pinguïncommando's om zijn plaats te nemen.

## Verschijning
Oorspronkelijk heeft Pentarou zwarte veren op armen en rug. Tegen de tijd dat het tweede spel uit de Parodius-reeks werd gelanceerd, Parodius Da! en Yume Penguin Monogatari veranderde dat in een azuurblauwe tint.
In Yume Penguin Monogatari wordt Pentarou zwaarlijvig en riskeert hiermee zijn liefdesleven. Later, zoals afgebeeld in de beeldverhaaltekeningen van de Parodius-spellen draagt hij een kogelwerend vest en een karabijn. Mogelijk heeft hij zijn schietvaardigheid opgedaan in Penguin Adventure, aangezien een van beschikbare hulpmiddelen een pistool was.

## Liefdesleven
Van Pentarou is bekend dat hij twee vriendinnen (partners) heeft gehad. De eerste was pinguïnprinses Penko Hime (Japans: ペン子姫) als resultaat van de reis die hij in Penguin Adventure heeft moeten ondernemen. In de handleiding van Parodius voor de MSX staat te lezen dat Pentarou (hier nog aangeduid als "pinguïn") een grote schare vrouwelijke fans heeft dankzij zijn verschijning in talrijke PC-spellen, wat Penko hevig jaloers maakt. Bovendien, door zijn verplichtingen jegens de "Space fighters", maakte zijn relatie met Penko enigszins ongemakkelijk.
In Yume Penguin Monogatari wordt Pentarou eenvoudigweg Penta genoemd; hoewel het betwijfeld kan worden of Penta wel dezelfde pinguïn is. Ook komt er een vrouwelijke pinguïn in voor die "Penko" wordt genoemd en op dezelfde manier gekleed en gekleurd gaat als Penko Hime, waarmee het verband tussen de hoofdpersonen wordt bevestigd.
In YPM is Pentarou zeer zwaarlijvig geworden en wel zover dat zijn vriendin Penko hem voor een andere pinguïn, Ginji dumpt. Het spel volgt Pentarou's strijd tegen de overtollige kilo's en is hij op zoek naar diverse dieetdranken en doet hij fitnessoefeningen.
Nochtans was Ginji vastbesloten om Penko te behouden en dus stuurde hij enkele vijandiggezinde tegenstanders op Pentarou af om hem onder dwang te (laten) voeden.
Aan het einde van het spel blijkt dat Penko nu zelf zwaarlijvig is geworden en slaat, de inmiddels fitte, Pentarou zichzelf tegen het voorhoofd uit ongeloof.
Deze diepe teleurstelling in Penko kan een belangrijke reden geweest zijn waarom hij een nieuwe partner heeft in de Parodius-reeks. Die partner is de vrouwelijke pinguïn Hanako, wat "kleine bloem" betekent en een veel voorkomende Japanse meisjesnaam is. Het is onbekend of Pentarou kinderen heeft. Hoewel men hierover kan speculeren omdat de opties die hij in de Parodius-spellen gebruikt eruitzien als kleine pinguïns, feitelijk zijn nakomelingen zounden kunnen zijn.

## Speloverzicht
- 1983 – Antarctic Adventure (MSX, ColecoVision, NES) – Hoofdpersoon
- 1985 – Konami's Ping Pong (Arcade, MSX) – Hoofdpersoon
- 1986 – Penguin Adventure (MSX) – Hoofdpersoon
- 1986 – Game Master (MSX)
- 1988/2006 – Wai Wai World (NES, Mobile) – Hij bedient een speciaal transportapparaat dat het belangrijkste personage naar een van de zes hoofdlevels in het spel zendt.
- 1988 – Parodius (MSX, Mobile, Wii, Wii U, PC) – Selecteerbaar personage
- 1988 – Game Master 2 (MSX)
- 1988 – Konami no Uranai Sensation (MSX2)
- 1988 - Exciting Soccer: Konami Cup (FDS)
- 1989 - Ganbare Goemon 2 (NES, i-Revo, Wii, 3DS) - Cameo
- 1989 - Ganbare Pennant Race (NES) - Cameo
- 1989 – Hai no Majutsushi (MSX2) – Selecteerbaar personage
- 1990 – Parodius Da! (Arcade, MSX, Super NES, Game Boy, PC Engine, Mobile) – Selecteerbaar personage
- 1991 — Wai Wai World 2: SOS!! Paseri Jou (NES) – Een korte "cameo" verschijning tussen de levels.
- 1991 – Yume Penguin Monogatari (NES) – (Zwaarlijvig) hoodpersoon
- 1991 - Tsurikko Penta (Arcade)
- 1992 - Hexion (Arcade)
- 1993 - Violent Storm (Arcade) - Cameo
- 1993 - Wai Wai Poker (Arcade)
- 1994 – Gokujou Parodius! (Arcade, SNES) – Selecteerbaar personage
- 1994 - Dunk Dunk Boy (Arcade) - Cameo
- 1995 - Super Fisherman Penta (Arcade)
- 1995 – Jikkyou Oshaberi Parodius (SNES, Sony PlayStation) – Selecteerbaar personage
- 1996 – Sexy Parodius (Arcade, Sega Saturn, Sony PlayStation) – Is de werkgever van een verhuurbedrijf.
- 1996 - Balloon Penta (Arcade)
- 1996 - Dobochan (Arcade)
- 1997 - Imo Hori Penta (Arcade)
- 1997 – Paro Wars (Sony PlayStation) – Selecteerbaar personage
- 1998 - Little Pirates (Pachislot)
- 2000 - CR Parodius Da!/Parodius da! EX (Pachinko)
- 2001 - Konami Krazy Racers (GBA)
- 2001 - Hie Hie Penta: Ice Cream Catcher (Merchandiser)
- 2003 - Frogger's Journey: The Forgotten Relic (GBA)
- 2003 - Kekkyoku Nankyoku Daibōken Taisen-ban (Mobile)
- 2004 - Penta no Tsuri Bouken (Mobile)
- 2004 - Airforce Delta Strike (PS2)
- 2005 - Frogger: Ancient Shadow (GC, XBOX, PS2)
- 2006 - CR Gokujo Parodius! (Pachinko)
- 2007 - Otomedius (Arcade, X360)
- 2008 - Elebits: The Adventures of Kai and Zero (DS)
- 2008 - New International Track & Field (DS)
- 2009 - Krazy Kart Racing (Android, iOS)
- 2009 - The Bishi Bashi (Arcade)
- 2010 - Gokuraku Parodius (Pachislot)
- 2011 - Otomedius Excellent (X360)
- 2012 - Monster Retsuden ORECA BATTLE (Arcade)